# Hotel De Normandie

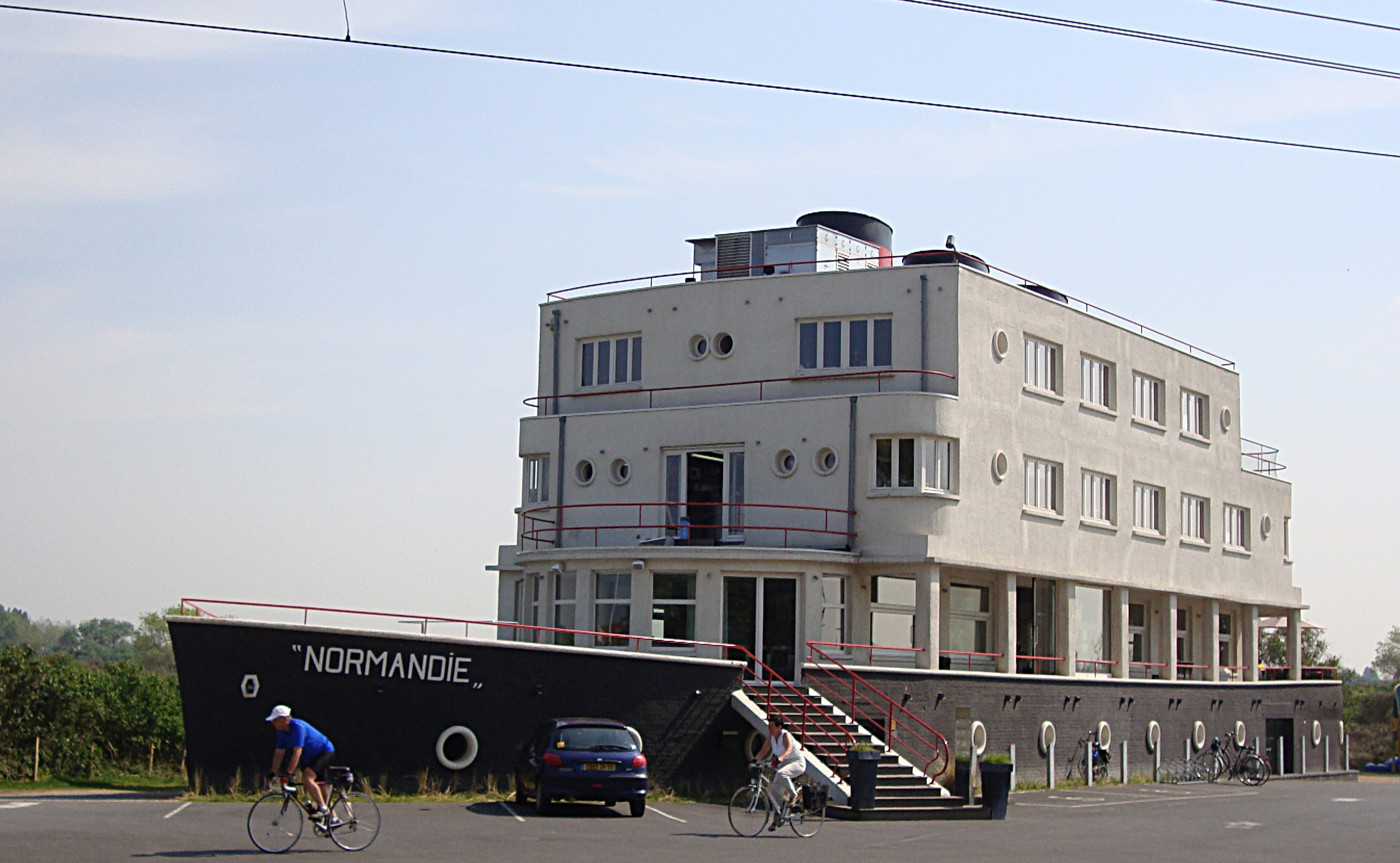
Boothotel Normandie

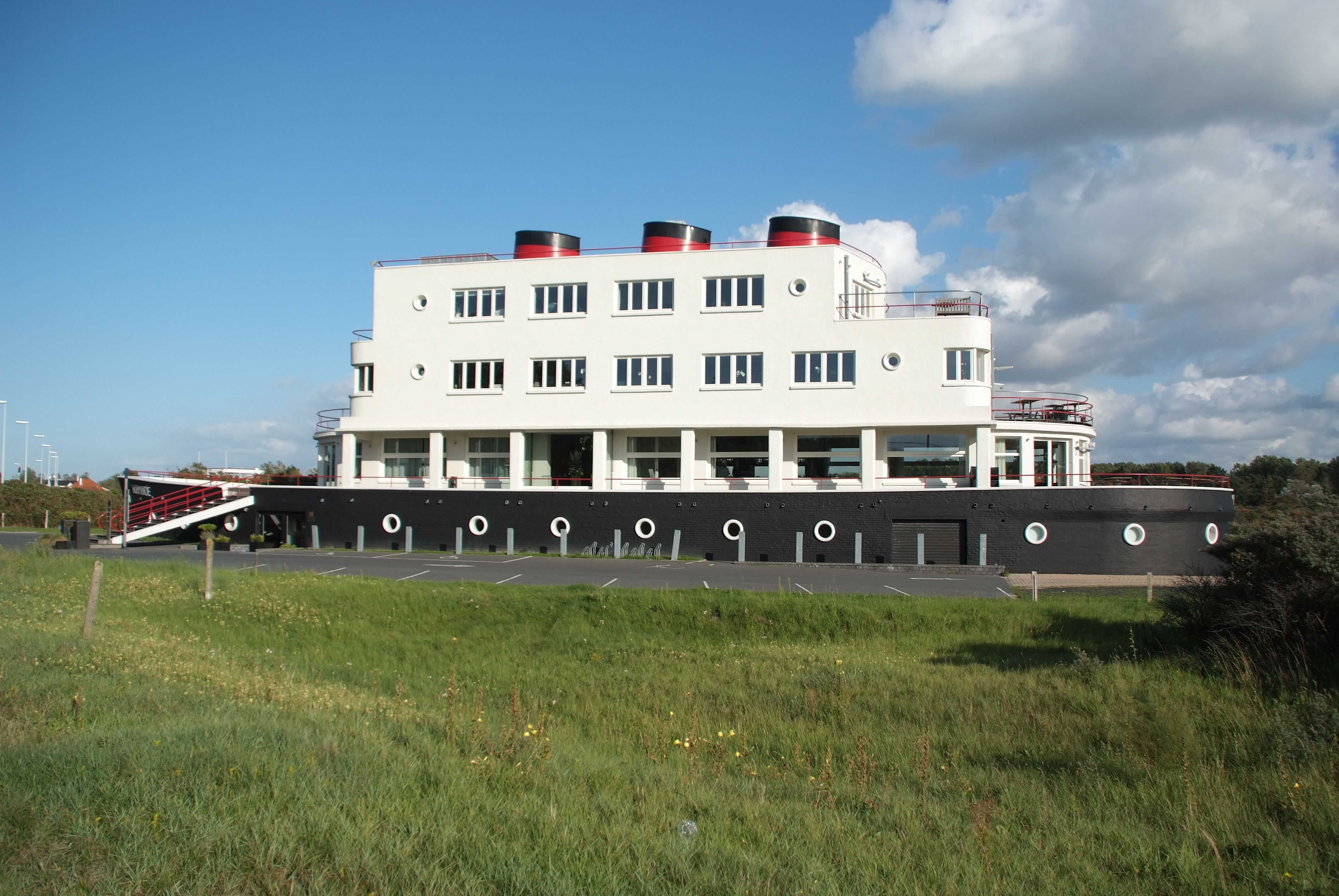
Boothotel Normandie

Hotel Normandie is een voormalig hotel in bootvorm in de Belgische kustgemeente Koksijde. Het staat langs de Koninklijke Baan, nabij Sint-André op de grens van Koksijde en Oostduinkerke.
Het modernistische boothotel werd geopend in 1937 en is thans bootrestaurant De Normandie.

## Geschiedenis

Origineel plan van architect Combaz uit 1935 (uit privé collectie Olivier Van den Bergh)

Origineel ontwerp uit 1936 ingediend bij de gemeente Koksijde door architecten Bruggeman. (uit privé collectie Olivier Van den Bergh)

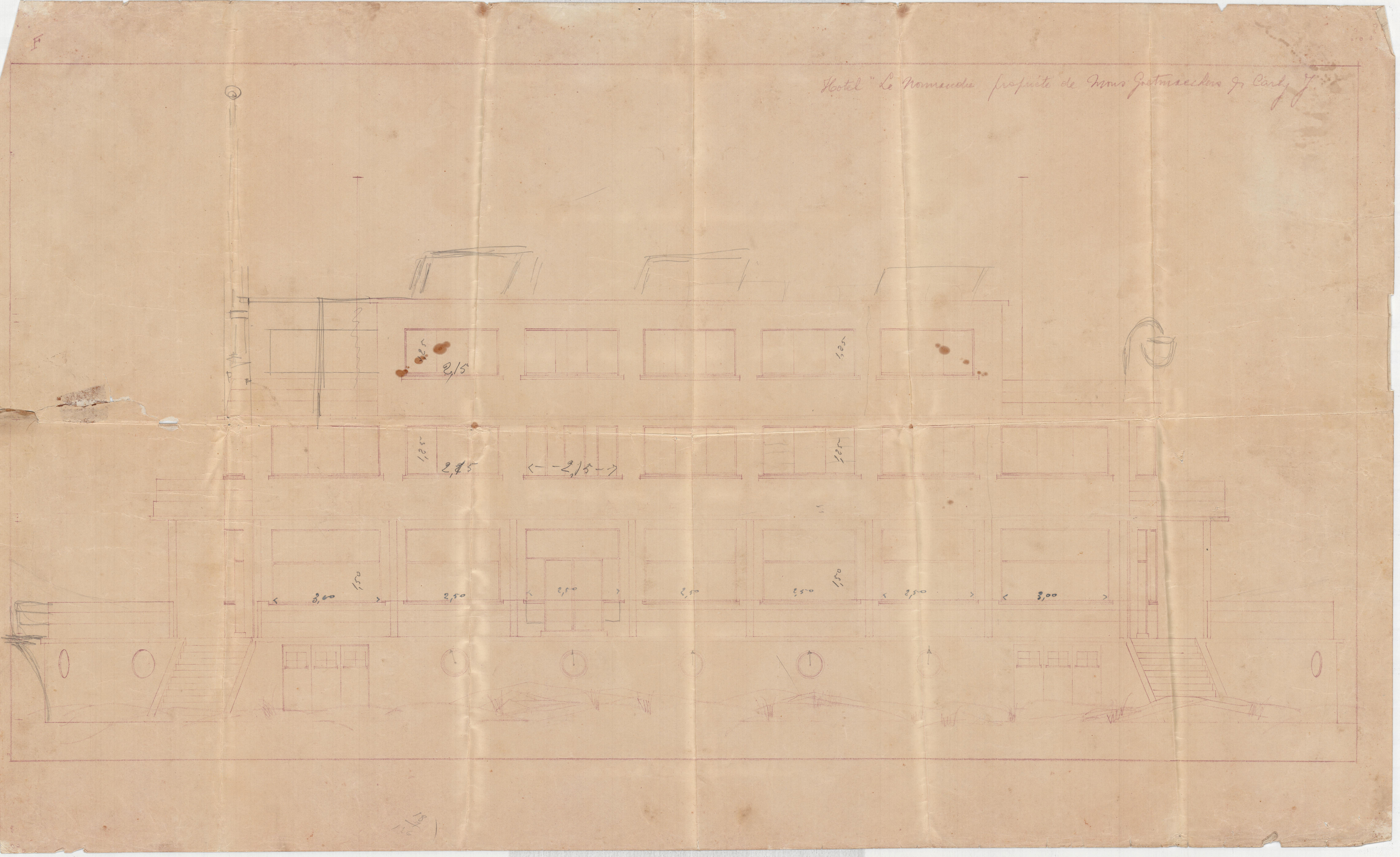
Gewijzigd ontwerp van architect Bruggeman door aannemer Arthur Vanhercke, waarbij 3 schouwen, een verlengde bovenbouw op het laatste verdiep en een voorsteven aangebracht werden. (uit privé collectie Olivier Van den Bergh)

De geschiedenis van het gebouw gaat terug tot 1933. De familie Goetmaeckers-Carly wilde een horecazaak uitbaten, doch had hiervoor niet de nodige financiële middelen. Het werden uiteindelijk kunstschilder Robert Buyle en zijn schoonbroer Simon die een boothotel La Péniche lieten optrekken in Oostduinkerke en Goetmaeckers-Carly als huurders aanstelden. Simon bezat een bistro in Parijs en beide eigenaren zagen echter snel in dat hun investering in Oostduinkerke veel meer zou opbrengen door het zelf uit te baten, dan dat zij er alleen een pacht van hadden. In de vooroorlogse periode trok La Péniche opmerkelijk veel Franse rijke industriëlen die er regelmatig hun jachtdiners en vergaderingen organiseerden. In deze periode was de Franse Frank dubbel zo sterk als de Belgische Frank. Buyle-Simon beslisten dus om de uitbaters na 3 jaar (contract 3-6-9) uit te zetten en zo het rijke Franse cliënteel gemakkelijk te kunnen overnemen.
Goetmaeckers-Carly werden op de hoogte gebracht één jaar voor het verstrijken van de eerste periode van 3 jaar. Ditmaal lag de financiële situatie echter in het voordeel van de uitbaters. Na enkele jaren exploitatie en het opbouwen van een rijke cliënteel werd er geopperd om zelf iets uit de grond te stampen. De Franse klanten werden ook op de hoogte gebracht en het was juist in deze vaste groep van klanten dat die zaken besproken werden: het nieuwe project moest een boot worden; temeer omdat op dat moment de Franse pakketboot Normandie in dat jaar (1935) de 'blauwe wimpel' gewonnen had: dit ereteken kaderde in de concurrentiestrijd tussen Europa en Amerika voor de snelste overtocht van de Atlantische Oceaan. 
Architect Jean Combaz tekende reeds in 1935 een eerste ontwerp, dubbel zo lang als huidig gebouw. In die tijd werd er verkaveld in het gebied tussen Sint-André en de Doornpanne en kochten Maurice Goedmaeckers en Josma Carly een stuk grond op 200 meter verderop om het concurrerend boothotel te bouwen. Het ontwerp van architect Combaz, waarbij het inkorten van de voor- en achtersteven noodzakelijk was om op het aangekochte perceel te passen, zou de stroomlijn van zijn ontwerp uit balans brengen.
De gebroeders Bruggeman (gemeentearchitecten) ontwierpen daarom een rechthoekig volume met afgeronde voor- en achtersteven, geïnspireerd op de voorgevel van boothotel La Péniche. Aannemer Arthur Vanhercke veranderde hier echter het een en ander aan om de bouwheer tevreden te stellen en zo kreeg het gebouw een expliciete bootvorm. Architect Bruggeman noemde het gewijzigde ontwerp jaren later nog steeds "het grootste monster langs de Belgische kust".
Oorspronkelijk was het niet de bedoeling dat het gebouw er als een echte stenen boot zou gaan uitzien. Tegenwoordig kan men het een onderdeel van de poparchitectuur noemen.

## Erkenning
Na een lange periode van verwaarlozing werd De Normandie omgevormd tot restaurant-tearoom. Hiervoor kreeg het de Vlaamse Monumentenprijs in 2007, een prijs ter waarde van 12.500 euro die jaarlijks door de Vlaamse regering wordt uitgereikt. 
De Normandie werd samen met concurrent La Péniche beschermd als monument op 10 maart 1994.